# Exèrcit del Perú

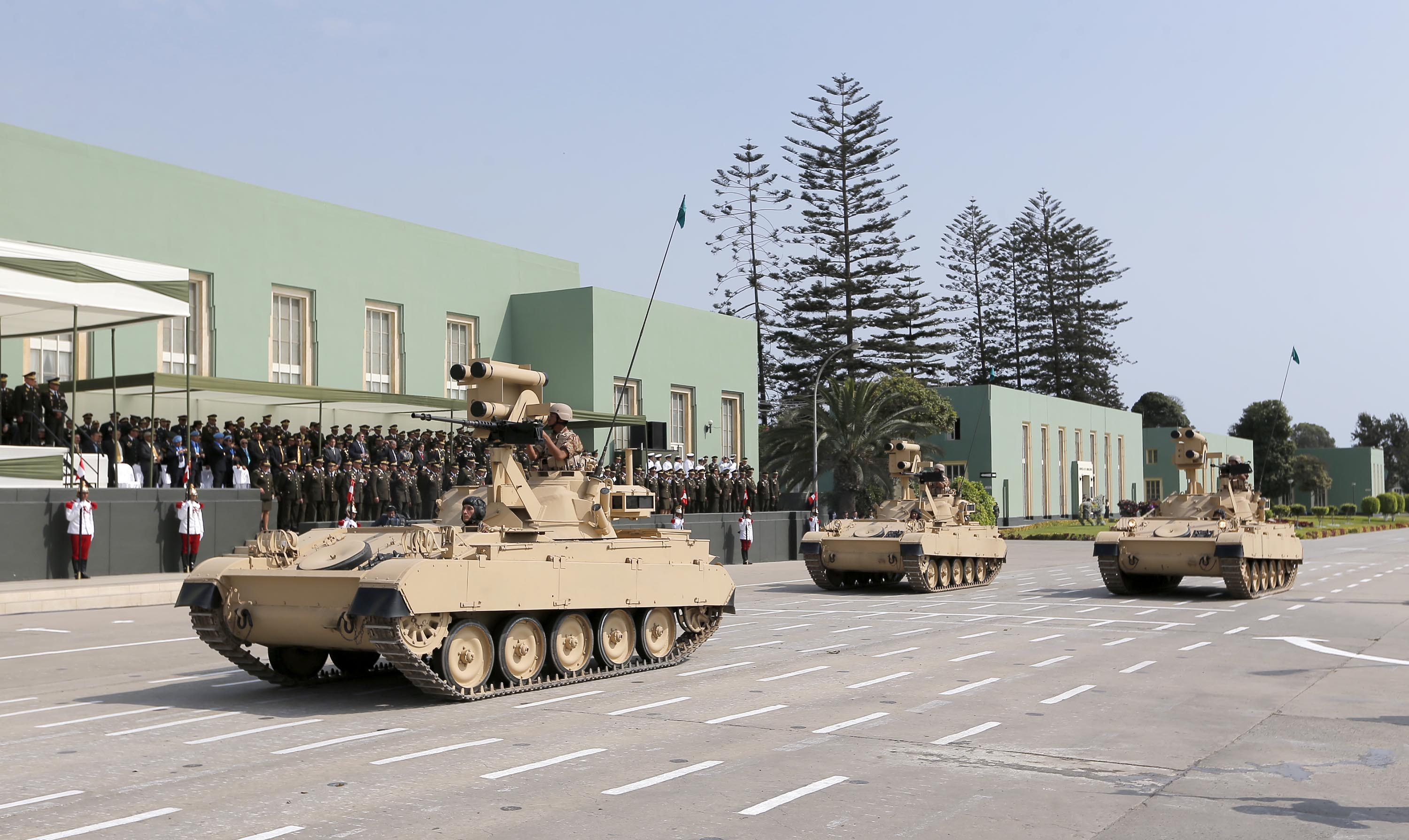
Cerimònia pel dia de l'exèrcit 2012.

L'Exèrcit del Perú (en castellà: Ejército del Perú, abreujat EP) és la branca de les Forces armades que tenen com a missió mantenir la independència, sobirania i integritat nacional del seu territori. Altres missions inclouen l'assistència en la protecció de la seguretat interna, dirigir les operacions d'administració de desastres i participar en les missions internacionals de pau. El seu aniversari celebra la batalla d'Ayacucho el 9 de desembre del 1824.

## Missió
- Organitzar i preparar les forces per dissuadir amenaces internes i externes, i així protegir el Perú d'agressions que atemptin contra la seva independència, sobirania i integritat territorial.[3]
- Assumir el control de l'ordre intern, segons la Constitució Política del Perú.[4]
- Col·laborar en la defensa civil i el desenvolupament socioeconòmic del país, així com en les forces de pau de les Nacions Unides.[5]

## Història

### Origen
L'Exèrcit del Perú va ser creat el 18 d'agost de 1821 amb l'establiment de la Legió Peruana de la Guàrdia pel general José de San Martín; prèviament, es van conformar les primeres unitats militars peruanes després del desembarcament de Sant Martí a Paracas, com l'Esquadró d'Auxiliars d'Ica i el Batalló de Caçadors de l'Exèrcit.